# Diva (tijdschrift)
Diva was een Nederlands lesbisch tijdschrift dat van 1982 tot 1986 werd uitgegeven door Stichting Tribade. Het was het eerste landelijke tijdschrift voor lesbische vrouwen, kort erna gevolgd door Lust en Gratie. Het doel was de emancipatie van lesbische vrouwen bevorderen en een bijdrage leveren aan de lesbische cultuur. Diva was goed in eigenzinnig zijn, met name op het gebied van de seksualiteit. Zo was het blad enthousiast over lesbische porno in tijd dat de feministische opvattingen over pornografie nog vooral negatief waren.
Diva werd opgericht door Anja van Kooten Niekerk, Sacha Wijmer en Bernadette de Wit. Het kwam tot stand met medewerking van het lesbisch-feminitische collectief Lesbian Nation en met financiële ondersteuning door Mama Cash. De Wit speelde lange tijd een hoofdrol bij het blad en stond erom bekend polemisch te zijn en controversiële standpunten niet te schuwen. Verder werkten onder meer Pim Burgers, Karin Château, Sjuul Deckwitz, Annette Förster, Maaike Meijer, Linda Oostman, Karin Spaink en Atie Visser voor het blad.
Het tijdschrift hield in 1986 op te bestaan, omdat inhoud en standpunten niet voldoende bij het feminisme van die tijd aansloegen, vanwege conflicten tussen drijvende krachten en omdat het niet lukte een uitgever voor het blad te interesseren.